# Panningen
Panningen, in de volksmond Kepèl genoemd (naar de in 1643 gebouwde kapel), is met 7.618 inwoners (2020) het grootste dorp in de gemeente Peel en Maas. Het ligt centraal tussen de steden Roermond, Weert en Venlo in de Nederlandse provincie Limburg.
Per 1 januari 2010 maakt Panningen, als kern uit de voormalige gemeente Helden, deel uit van de gemeente Peel en Maas. Panningen vormt samen met Helden een dubbelkern, Helden-Panningen, die 13.863 inwoners telt (2023). Ten noordwesten van het dorp ligt buurtschap Everlo.

## Geschiedenis
Ten noordwesten van Panningen lag vanaf het einde van de 16e eeuw bij buurtschap Everlo een boerenschans.
Het kasteel Ten Hove werd in de middeleeuwen als boerenhof gebouwd en kreeg in 1715 het uiterlijk van kasteel. Het kasteel was het bestuurscentrum van de heerlijkheid Helden. In de 19e eeuw is het kasteel afgebroken.
Het dorp Panningen ontstond in de 17e eeuw. Het groeide rond een 17e-eeuwse bedevaartkapel. In 1830 werd Panningen een zelfstandige parochie. In 1929 werd de Onze-Lieve-Vrouw-van-Zeven-Smartenkerk gebouwd en de kapel werd gesloopt in 1931.
Vanaf 1879 was er een klooster in Panningen (Sint-Josephklooster) dat werd bewoond door Ursulinen, vervolgens door Missiezusters van het Kostbaar Bloed en, vanaf 1903, werd bewoond door de paters Lazaristen die het als missieklooster en seminarie gebruikten. Ook de Dochters van Liefde van Vincentius a Paulo vestigden zich in Panningen, aan Wietelweg 26. Zij verzorgden onderwijs voor meisjes en werkten in de bejaardenzorg. Uit het werk van de Lazaristen en de Dochters der Liefde is zorgcentrum Vincent Depaul voortgekomen.
Ook op onderwijsgebied ontwikkelde zich de centrumfunctie van Panningen, met de Nationale Handelsacademie, de middelbare landbouwschool uit 1926 en de lagere technische school.

## Economie
Een belangrijke activiteit was de baksteenindustrie. De Steenfabriek Engels Helden, aan de Steenstraat, en de Heldensche Steenfabriek van Vostermans, aan de Ruijsstraat, zijn daar de getuigen van. Aan de Steenbakkersstraat vindt men de Ringoven uit 1909, die werd geklasseerd als rijksmonument.
Ten noorden van de kom van Panningen is een 65 hectare groot regionaal bedrijventerrein gevestigd.

## Bezienswaardigheden
- Onze-Lieve-Vrouw-van-Zeven-Smartenkerk uit 1929-1930.
- Het Missiehuis aan Kerkstraat 8
- Assalaam Moskee geopend in 2008
- Het Grafmonument Guillon-Engels, op de begraafplaats
- De kerkhofkapel, uit 1865, oorspronkelijk grafkapel voor pastoor W.F. de Roij
- De Sint-Odiliakapel, nabij Beekstraat 65, uit 1864 en gerestaureerd in 1984

## Natuur en landschap
Panningen heeft een sterk uitgegroeide bebouwde kom, het is vastgebouwd aan Helden in het oosten en Egchel in het zuiden. Het is gelegen op open zandgronden met een hoogte van ongeveer 33 meter. Het open gebied wordt ingenomen door de landbouw, met in het zuidwesten (Egchelse Heide) een grootschalig ontginningsgebied dat afloopt naar het Afwateringskanaal Meijel-Neer aan de Maas.

## Voorzieningen
Het dorp vervult een belangrijke regiofunctie, omdat de omliggende steden elk op een afstand van ongeveer 20 km liggen. Kenmerkend voor Panningen is het door deze regiofunctie relatief grote winkelcentrum dat tussen 2000 en 2007 vernieuwd is. Het Raadhuisplein bijvoorbeeld, dat in de jaren zestig werd aangelegd met het raadhuis en moderne woningen boven winkels, is opnieuw op de schop genomen. Het raadhuis werd gesloopt, op de bijbehorende kenmerkende toren na, en vervangen door De Pit, een winkelpassage met woningen erboven. Het gemeentehuis verhuisde naar de plek waar vroeger de Mariaschool stond. Het gemeenschapshuis (of CC In Kepèl), zoals het cultureel centrum aan het plein in de volksmond heette, maakte plaats voor een multifunctioneel centrum, DOK6 genaamd, met theater- en bioscoopzalen en een trendy café. De programmering hiervoor wordt mede waargenomen door de Heldense cultuurstichting C6. Naast DOK6 staat nog een winkelpassage met woningen erboven; De Parel. Bouw van zowel De Parel als DOK6 is afgerond in 2007.

## Dialect
In Panningen spreekt men het Kepèls, een Limburgs dialect dat tot de subgroep Oost-Limburgs wordt gerekend.

## Carnaval
Zoals in heel Zuid-Nederland wordt ook in Panningen carnaval gevierd. In Panningen wordt dit volksfeest georganiseerd door De Kuus oeht Kepèl. De Kuus oeht Kepèl beschouwt 1952 als zijn oprichtingsjaar. Hierdoor de eerste vereniging van de gemeente. Samen met Egchel en Beringe stichtte Kepèl in dit jaar vastelaovesvereniging de Kuus. De weg van de nieuwe vereniging was echter ongelijker, bochtiger en moeilijker dan gedacht. Verschillen van opvatting, nieuwe besturen en veranderende bestuursvormen gaven de vereniging een ander aanschijn. Na verloop van jaren leidde dit ook tot een splitsing en richtten Kepèl, Beringe en Egchel hun eigen vereniging op.

## IHF festival
Sinds 1980 vindt elk jaar tijdens het laatste weekend van juli in Panningen het Internationaal Historisch Festival plaats. Er zijn ruim 2500 tractoren en ruim 500 stationaire motoren te bezichtigen. Ruim 25.000 mensen bezoeken jaarlijks het festival. Ze komen o.a. uit geheel Europa, de Verenigde Staten, Canada, Australië en Nieuw-Zeeland. Tijdens deze dagen zijn er ook (landbouw)machines, stoommachines, woonwagens, enkele vrachtwagens, diverse gereedschappen, oude ambachten, trekkertrekwedstrijden, ploegwedstrijden, demonstratie dorsen, een nostalgische kermis en een (onderdelen)markt te bekijken.

## Geboren
- Jorrit Hendrix (6 februari 1995), voetballer
- Robert Janssen  (1 september 1967), voetballer / journalist

## Nabijgelegen kernen
De volgende kernen liggen bij Panningen:
- Beringe
- Koningslust
- Helden
- Egchel
- Grashoek

## Afbeeldingen

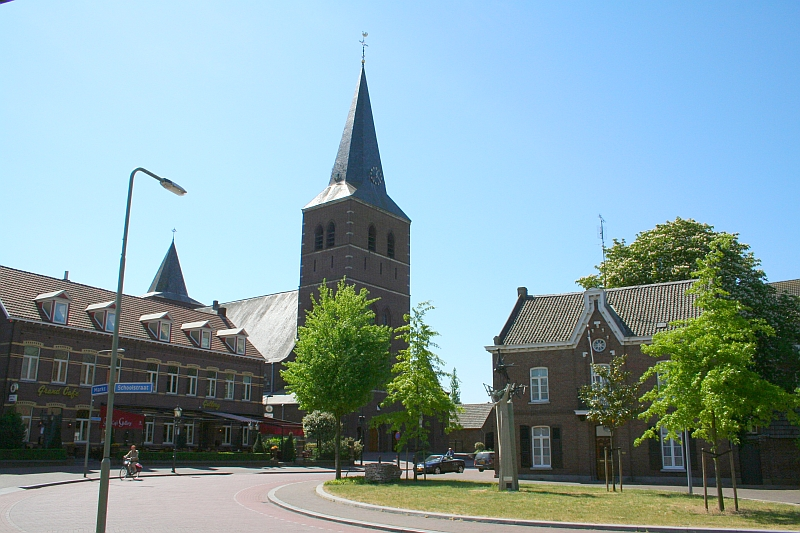
De kerk in Panningen
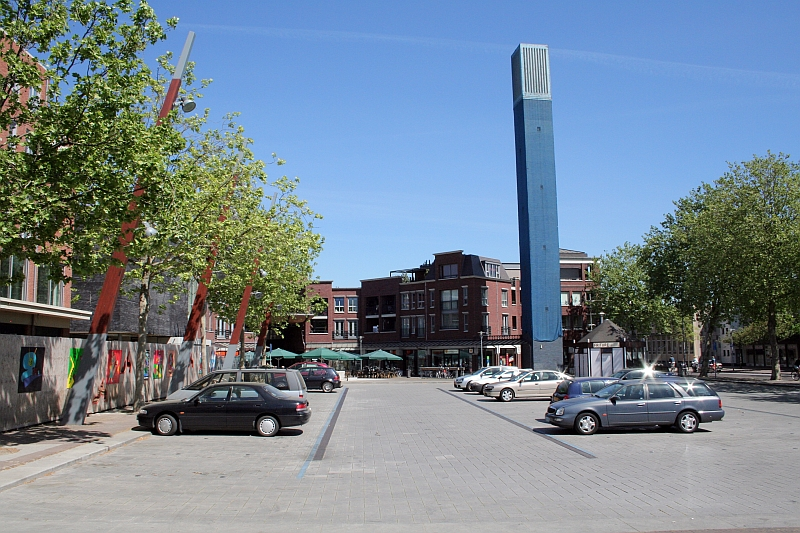
Het Raadhuisplein met de toren
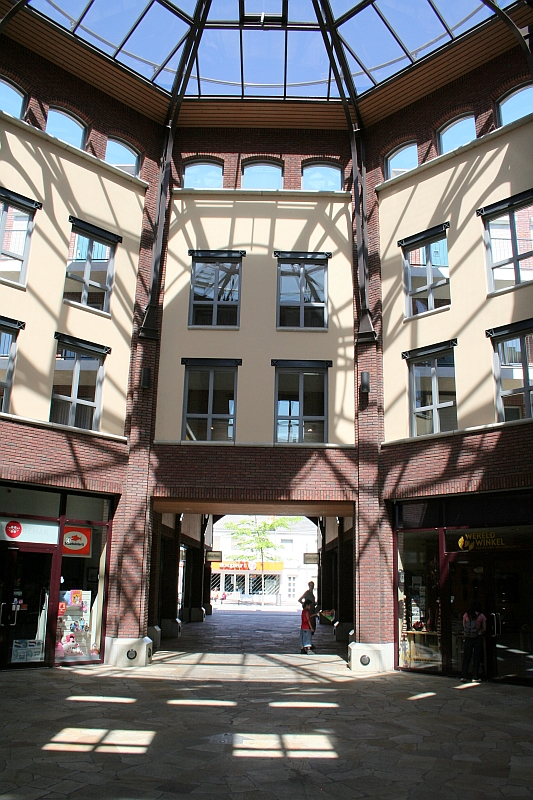
De Pit, Panningen

Dorpen: Baarlo · Beringe · Egchel · Grashoek · Helden · Kessel · Kessel-Eik · Koningslust · Maasbree · Meijel · Panningen

Buurtschappen: Belgenhoek · Berg · Bong · Broek · Dekeshorst · Dijk · Donk (Kessel) · Donk (Meijel) · Driessen · Dubbroek · Egchelheide · Everlo · Groeze · 't Heeske · Hei (Baarlo) · Hei (Kessel) · Heldensedijk · Hof · In de Hoeven · Hert · Hout · Houthei · Houwenberg · Hub · Katsberg · Kaumeshoek · De Kievit · Korte Heide · Keup · Laagheide · Laar · Lange Heide · Lang Hout · Langstraat · Leeuwerik · Loo · Maris · Molenbaan · Molenhuizen · Nederweerterdijk · Onder en Eindt · Oyen · Platveld · Rinkesfort · Roggelsedijk · 't Rooth · Schafelt · Siberië · Soeterbeek · Spiesberg · Spurkt · Steenoven · Tongerlo · Vergelt · Vieruitersten · Vliegert · Vosberg · Vliegert · Witdonk · Zandberg (Helden) · Zandberg (Maasbree) · Zelen

Limburg: Steden en dorpen      Nederland: Provincies · Gemeenten